# High Hatton
High Hatton – osada w Anglii, w hrabstwie Shropshire, w dystrykcie (unitary authority) Shropshire. Leży 17 km od miasta Shrewsbury. W latach 1870–1872 miejscowość liczyła 201 mieszkańców. High Hatton jest wspomniana w Domesday Book (1086) jako Hetune.